# Sud Europske unije
Sud Europske unije (engl. Court of Justice of the European Union) institucija je Europske unije koja obuhvaća: 
- Sud (Court of Justice) - često se naziva Europski sud;sadrži 27 sudaca iz svake države članice, te 11 nezavisnih odvjetnika; 5 stalnih (Njemačka, Francuska, Italija, Španjolska, te od 2013. i Poljska), a ostala rotacijska.

Mandat trajanje: 6 godina (i sudaca i nezavisnih odvjetnika)
- Opći sud (General Court) - raniji naziv Sud prvog stupnja(ovaj naziv sud prvostupanjski sud je imao od 1989. do 2009., osnovan 1989. godine radi rasterećivanja Suda, a pravni temelj mu je Jedinstveni europski akt 1986;

Broj članova odnosno sudaca iznosi kao i broj država članica (čl. 19.st. 1. UEU, točan broj određen Statutom (č.48)): v. REFORMA OPĆEG SUDA.
Nema nezavisnih odvjetnika; jedino iznimno, svaki član može se pozvati obavljati zadaće nezavisnih odvjetnika (čl. 49. st. 1. Statuta Suda EU)
Mandat sudaca je 6 godina; osobe koje „posjeduju sposobnosti koje se zahtijevaju za obavljanje visoke sudačke dužnosti”; imenuju ih vlade država članica suglasno (nakon savjetovanja sa sedmeročlanim Odborom za izbor sudaca)
- specijalizirane sudove - danas postoji Službenički sud (Civil Service Tribunal), osnovan 2004. godine., oni se pridružuju općem sudu radi provođenja postupaka u određenim vrstama predmeta ili u određenom području

Službenički sud je jedini specializirani sud, koji je počeo s djelovanjem od 2005. godine, a djelovao je do 2016. godine,a reformom Općeg suda, taj je sud i preuzeo njegove ovlasti i nadležnosti. Imao je 7 sudaca, a sudio je u prvom stupnju u službeničkim sporovima, između zaposlenika i Unije.
Reformom općeg suda je Uredbom Europskog parlamenta i Vijeća je od 16.12.2015. došlo do izmjene Protokola br. 3. o Statutu Suda Europske unije.
Po čl. 48. Statuta:
Opći sud sastoji se od:
	(a) 40 sudaca od 25. prosinca 2015.;
	(b) 47 sudaca od 1. rujna 2016.;  (NB: pripajanje Službeničkog suda!)
	(c) po dva suca iz svake države članice od 1. rujna 2019. 
Sud EU osigurava poštovanje prava pri tumačenju i primjeni Osnivačkih ugovora. Sjedište Suda je u Luxembourgu, a njegova organizacija uređena je Ugovorom o Europskoj uniji (Treaty on European Union, TEU; UEU), Ugovor o funkcioniranju Europske unije (Treaty on Functioning of the Eeropean Union, TFEU; UFEU, do Lisabonskog ugovora - Ugovor o EZ), Statutom Suda te Pravilima postupka.
Najvažnije nadležnosti Suda EU:
1) Postupci zbog povrede obveza na temelju Ugovorâ (tj. prava Unije): čl. 258. – 260. UFEU
2) Postupci za poništenje akta: čl. 263. – 264. UFEU
3) Postupci zbog propuštanja djelovanja: čl. 265. – 266. UFEU
4) Postupci po zahtjevu za prethodnu odluku (tzv. prethodni postupak ili postupak za donošenje odluke o prethodnom pitanju): čl. 267. UFEU
5) Postupci za naknadu štete (izvanugovorna odgovornost Unije i njenih službenika): čl. 340. UFEU
Ostale nadležnosti Suda EU:
Nadležnost na temelju sporazuma stranaka:
arbitražna klauzula u javnopravnom ili privatnopravnom ugovoru sklopljenom od strane Unije ili u njeno ime (čl. 272. UFEU); ili
u sporu između država članica koji se odnosi na predmet Ugovorâ, temeljem sporazuma između njih (čl. 273. UFEU)
Davanje mišljenja o usklađenosti međunarodnog sporazuma s Ugovorima (čl. 288. st. 11. UFEU) – prije sklapanja sporazuma
Nadležnosti u vezi s Europskom investicijskom bankom i Europskom središnjom bankom (čl. 271. UFEU)

## Vanjske poveznice
- Službene stranice Suda